# Orthochromis mosoensis
Orthochromis mosoensis é uma espécie de peixe da família Cichlidae, podendo ser encontrada nos seguintes países: Burundi e Tanzânia. É um peixe de água doce e está ameaçada por perda de habitat.